# Radiant City
Radiant City es un telefilme estadounidense de drama de 1996, dirigido por Robert Allan Ackerman, escrito por Lewis Colick, musicalizado por David Mansfield, en la fotografía estuvo Sandi Sissel y los protagonistas son Kirstie Alley, Clancy Brown y Gil Bellows, entre otros. Este largometraje fue producido por Witt/Thomas Productions y Warner Bros. Television; se estrenó el 31 de marzo de 1996.

## Sinopsis
Gloria Goodman, una ama de casa de Brooklyn, la está pasando muy mal, ya que su esposo, un hombre insensible, se la pasa trabajando y sus hijos son extremadamente egoístas, ahora ella trata de encontrarle un sentido a la vida.